# Länder der Heiligen Ungarischen Stephanskrone
1. WEITERLEITUNG Länder der Heiligen Stephanskrone